# Geoparque Las Loras
El Geoparque Las Loras es un espacio de la red de geoparques de la Unesco, que se encuentra localizado en las provincias de Palencia y Burgos, en Castilla y León (España). Fue incluido en la Red de Geoparques Europeos el 5 de mayo de 2017, convirtiéndose en el undécimo geoparque de España.

## Situación

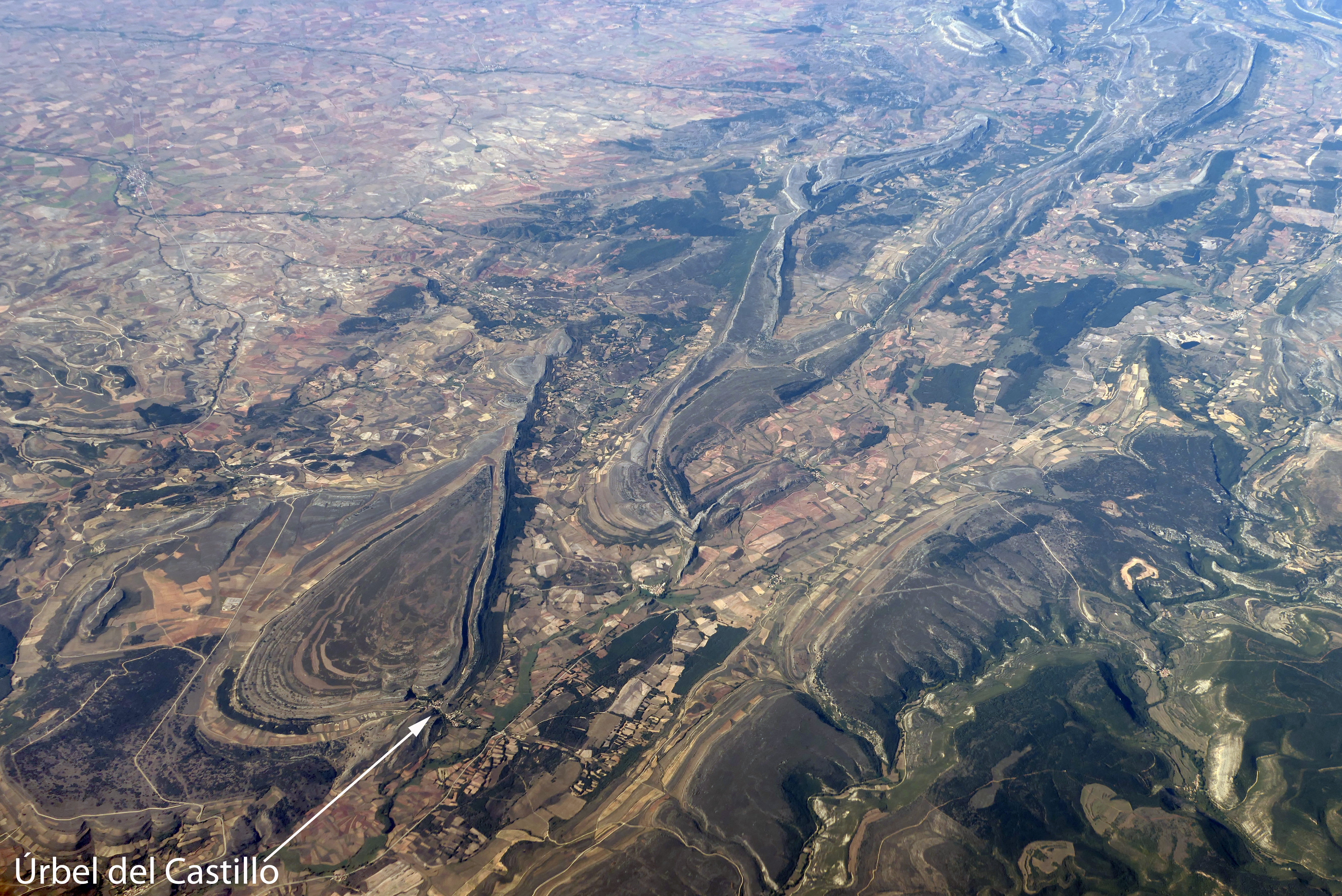
Vista aérea de la mitad oriental del parque.

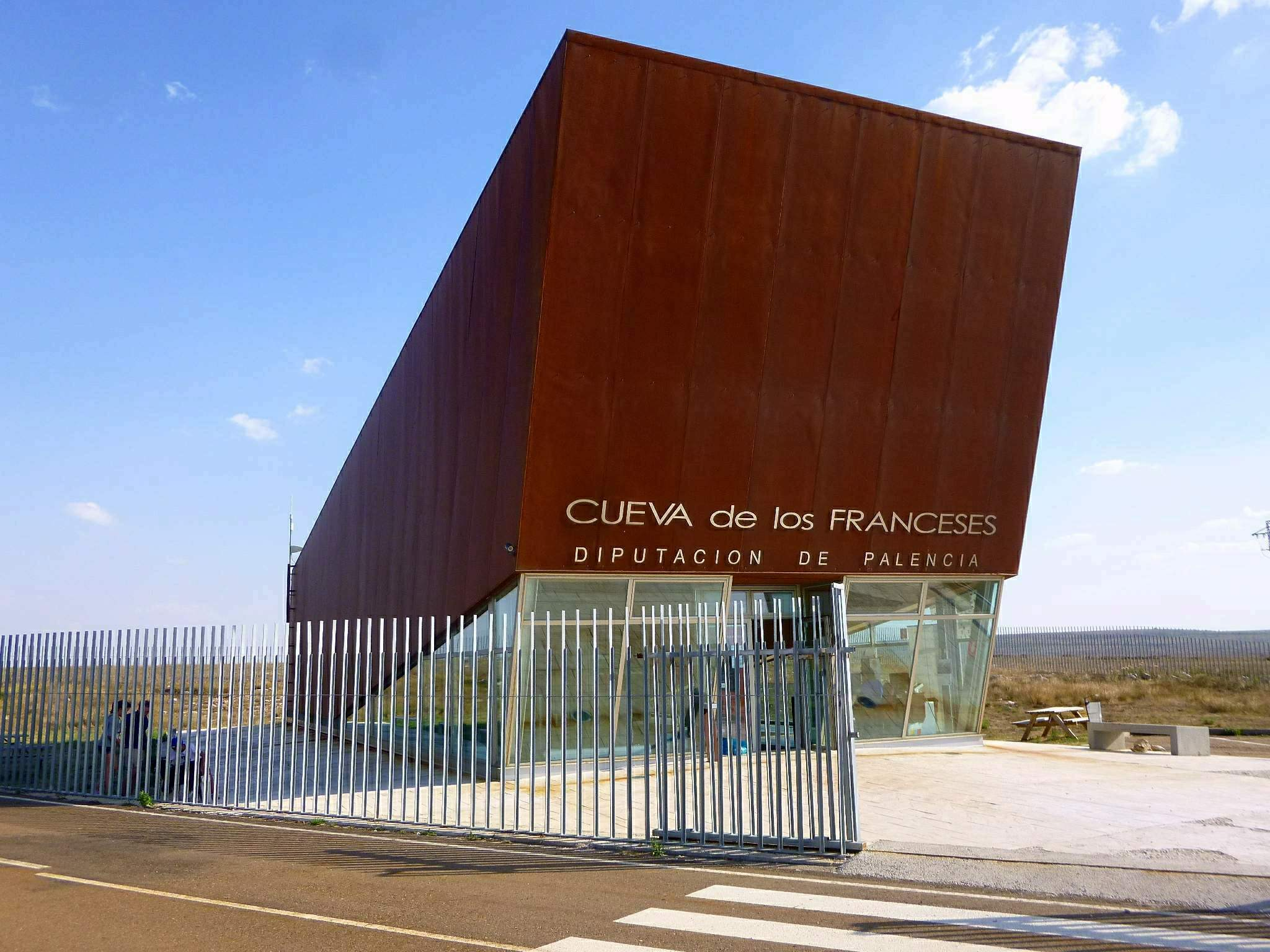
Entrada a la Cueva de los Franceses, en Revilla de Pomar.

La comarca de Las Loras está situada al este de la cordillera Cantábrica, repartida entre las provincias de Palencia y Burgos. Su paisaje ha sido configurado por antiguos fondos marinos, ríos, la erosión y la intervención humana. Su extensión abarca 16 municipios, cinco en la provincia de Palencia y once en la provincia de Burgos, que son los siguientes:
 Palencia
- Aguilar de Campoo
- Santibáñez de Ecla
- Alar del Rey
- Berzosilla
- Pomar de Valdivia

 Burgos
- Valle de Valdelucio
- Rebolledo de la Torre
- Sotresgudo
- Basconcillos del Tozo
- Sargentes de la Lora
- Humada
- Villadiego
- Valle de Sedano
- Úrbel del Castillo
- Montorio
- Huérmeces

Los tres principales municipios y sus datos son los siguientes:
| Municipio         | Superficie (km²) | Núcleos de población | Población (habitantes) | Densidad (hab/km²) |
| ----------------- | ---------------- | -------------------- | ---------------------- | ------------------ |
| Aguilar de Campoo | 236,5            | 29                   | 7300                   | 29,9               |
| Villadiego        | 327,9            | 33                   | 1650                   | 4,5                |
| Valle de Sedano   | 264,0            | 19                   | 490                    | 1,8                |

## Características

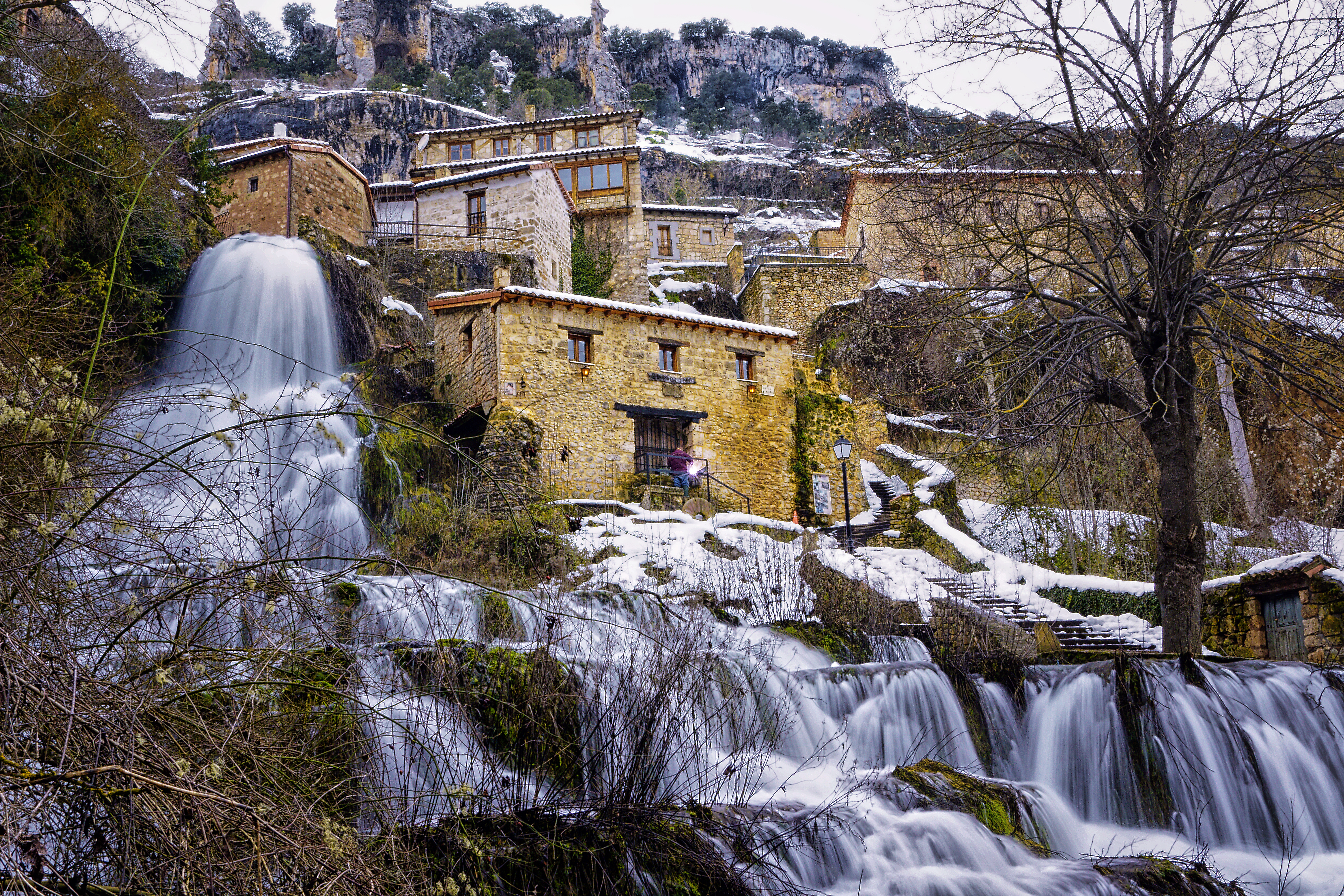
Cascadas en Orbaneja del Castillo.

El Geoparque de Las Loras tiene una extensión de 95 076 ha, y se distingue por su naturaleza, su diversidad biológica y su arte. El interés geológico del área está dominado por sus grandes páramos calizos separados por importantes cañones fluviales, y comprende karst (La Valdivia, Las Tuerces y páramo de La Lora), relieves estructurales (Las Loras), cañones (Alto Ebro y Rudrón), paleoambientes sedimentarios mesozoicos, secuencias estatigráficas del borde occidental de la cuenca Vascocantábrica, estructuras alpinas de la banda plegada, fallas (Solanas de Valdelucio, Salazar de Amaya y Villanueva de Puerta), estructuras diapíricas (Nestar, Quintanilla Pedro Abarca y Villamartín de Villadiego), campos petrolíferos (Ayoluengo) y procesos geológicos activos.

## Espacios naturales

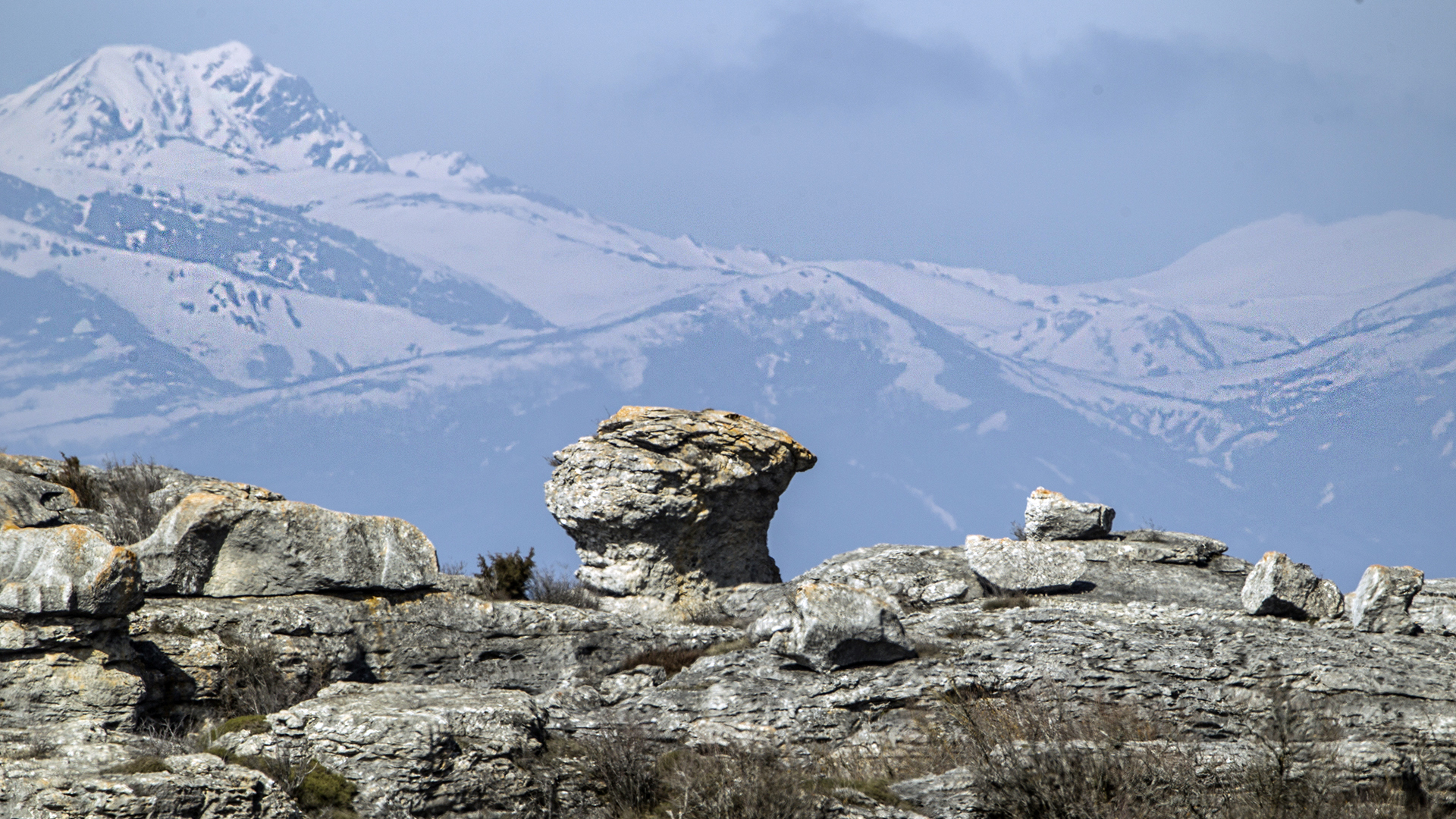
Espacio natural de Las Tuerces. Al fondo, la Montaña Palentina.

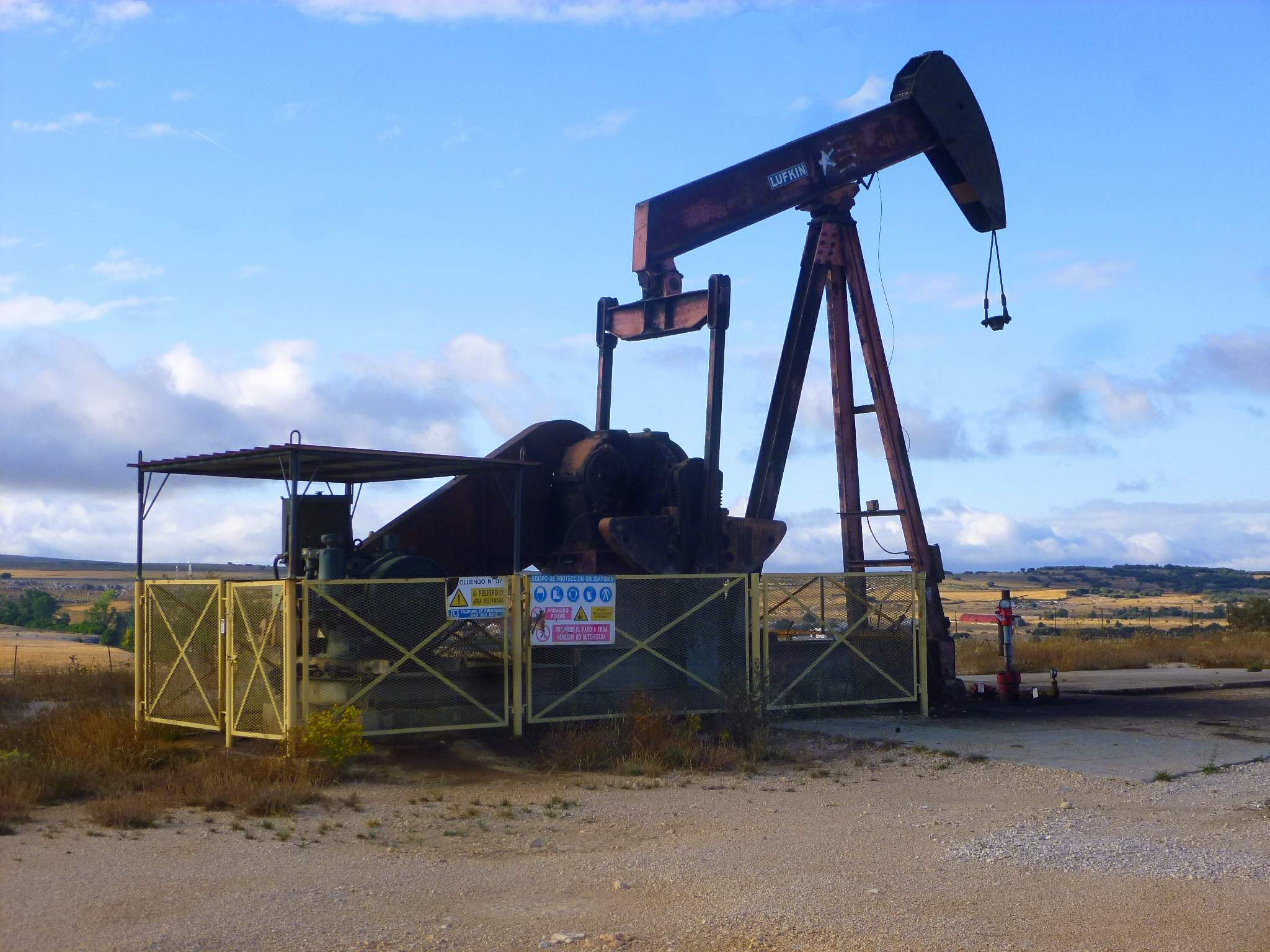
Campo petrolífero de Ayoluengo, en Sargentes de la Lora.

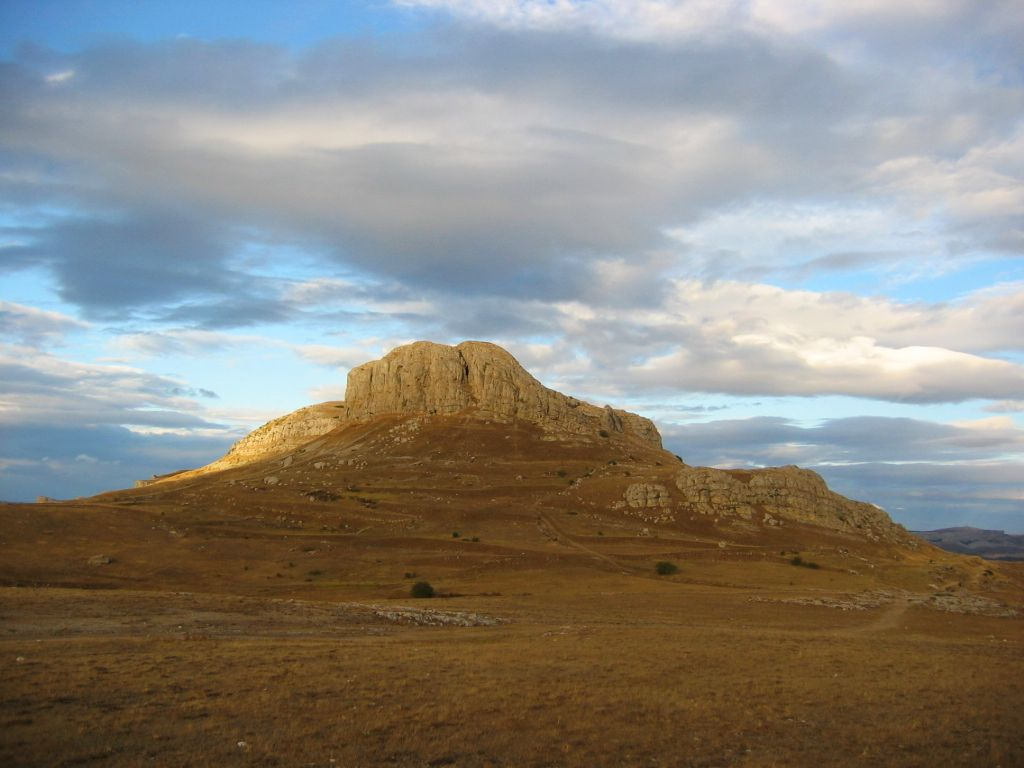
Peña Amaya.

- Covalagua; espacio natural consistente en surgencias de agua de origen kárstico, en Revilla de Pomar.
- Las Tuerces; formaciones rocosas producidas por la erosión, junto a Aguilar de Campoo.
- Cañón de la Horadada; cañón excavado por el río Pisuerga, también en Aguilar.
- Orbaneja del Castillo; una pequeña localidad rodeada de cascadas.
- Cañón del Ebro; un impresionante cañón producido por el río Ebro, cerca de Alfoz de Bricia.
- Hoces del Alto Ebro y Rudrón, producidas por la erosión de los ríos Ebro y Rudrón, en la misma demarcación que el anterior.
- ZEPA Humada-Peña Amaya; un área de protección de las aves ubicado en las proximidades de Humada.

## Espacios culturales
- Románico palentino; la mayor concentración de arte románico de Europa, en el norte de la provincia de Palencia.
- Cueva de los Franceses; una peculiar formación kárstica con importante relevancia histórica en Revilla de Pomar.
- Yacimientos arqueológicos:
  - Monte Bernorio; Monte Cildá, Peña Amaya y Peña Ulaña, que albergan importantes restos arqueológicos de la Edad del Hierro y posteriores.
- Canal de Castilla; una histórica vía fluvial construida entre los siglos XVIII y XIX, con origen en Alar del Rey.
- Yacimiento petrolífero de La Lora; el más importante campo petrolífero en España, con reservas encontradas en 1964.